# Berklee College of Music
Le Berklee College of Music est une école de musique de Boston, aux États-Unis.
Avec un effectif d'environ 3 800 élèves et 460 professeurs, c'est l'une des plus grandes écoles de musique privées des États-Unis. Berklee comporte actuellement 26 % d'étudiants étrangers.

## Historique
Berklee fut fondé par Lawrence Berk en 1945 et s'appelait d'abord « Schillinger House of Music ». Lawrence Berk changea ensuite le nom de l'école en Berklee School of Music en hommage à son fils Lee Eliot Berk (en) en 1954. En 1973, Berklee reçut son accréditation et devint officiellement Berklee College of Music. Le président actuel de Berklee est Roger H. Brown (depuis 2004). Aujourd'hui Berklee compte 13 bâtiments à Boston.

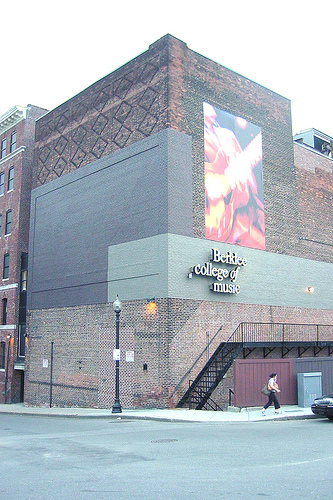
Arrière du Berklee Performance Center

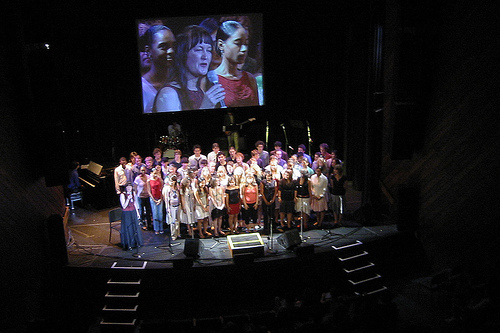
Chanteurs sur la scène du Berklee Performance Center

Lorsque Berklee fut fondé, l'établissement répondait à un besoin car il n'existait pour ainsi dire aucune grande école de musique moderne. Aujourd'hui, et surtout depuis la mise en place d'une nouvelle formation en « Music Business/Management » avec un cursus proche des meilleurs business schools américaines, Berklee essaie de redéfinir son rôle afin de s'adapter à un secteur musical en perpétuelle évolution.

## Spécialités/Formations
- Composition
- Composition et production contemporaines
- Composition de musique de film
- Composition de jazz
- Gestion des entreprises musicales
- Formation musicale, enseignement de la musique
- Production musicale et ingénierie du son
- Synthèse musicale
- Musicothérapie
- Spectacle vivant
- Écriture et composition de chansons

## Anciens élèves illustres
Voir la liste d'élèves du Berklee College of Music.

## Quelques professeurs
- John Bavicchi
- Lin Biviano (en)
- Richard Bona
- Richard Boulanger (en)
- Joanne Brackeen
- Bill Elliott
- Tomo Fujita
- Jack Freeman
- Laszlo Gardony (en)
- Yakov Gubanov
- Giovanni Hidalgo
- Christian Jacob
- Bruce Katz (en)
- Pat Metheny
- Joe Lovano
- Donna McElroy
- JC Massaux
- Carmen Moral (en)
- Tiger Okoshi (en)
- Sadao Watanabe
- Danilo Perez
- Esperanza Spalding
- Ray Santisi (en)
- Marty Walsh
- Mark Whitfield
- Bob Winter
- Mike Mangini